# Nyugati-Sierra Madre
A Nyugati-Sierra Madre (spanyolul Sierra Madre Occidental, a név jelentése „nyugati anyahegység”) nevű hegység Mexikó 15 földrajzi nagytájának egyike. Legmagasabb pontja a Durango államban található Cerro Gordo, amely különböző források szerint 3347 vagy 3328 méter magas. Ez Mexikó leghosszabb hegysége, de területe is igen nagy, az egész országnak mintegy 1/8 részét teszi ki.

## Leírás

### Elhelyezkedés
A hegység Mexikó északnyugati részén, a Csendes-óceán partjával párhuzamosan húzódik északnyugat–délkeleti irányban az Amerikai Egyesült Államok határának közvetlen közeléből indulva. Északon még az óceántól távol, mintegy 300 km-re emelkedik, de délre haladva közvetlenül megközelíti a partot. Északnyugaton a Sonorai-síksággal, nyugaton a Csendes-óceán-menti-síksággal, délen a Vulkáni-kereszthegységgel, délkeleten a Mexikói-fennsíkkal, északkeleten és északon pedig az Észak-mexikói síkságok és hegységek elnevezésű tájjal határos. Területén nyolc tagállam: Sonora, Chihuahua, Sinaloa, Durango, Nayarit, Zacatecas, Jalisco és Aguascalientes állam osztozik. Átlagos magassága 2250 méter.

### Domborzat
Keleti határa körülbelül 1800 méteres tengerszint feletti magasságban húzódik, míg nyugaton 300 méter körüli magasságban. Ez az oldal igen meredek, és sok benne a mélyen bevágódó völgy, amelynek különböző vidékeken különböző neveket adtak: Sonorában és Chihuahuában barrancáknak, Durangóban és Sinaloában quebradáknak, Zacatecasban és észak-Jaliscóban pedig cañónoknak vagy szintén barrancáknak hívják őket. A legjelentősebb ilyen völgyek Chihuahuában az Urique, a Réz-kanyon, a Sinforosa és a Candameña, Durangóban és Sinaloában az Humaya, a Tamazula, a San Lorenzo, a Piaxtla, a Presidio és a Baluarte, Durango és Nayarit határvidékén az Acaponeta és a Mezquital, a legdélebbi vidékeken pedig a Jesús María vagy Santiago, a Bolaños, a Huaynamota és a Juchipila. Legmagasabb csúcsai szint mind Durango területén emelkednek: a 3340 méter körüli Cerro Gordo, a 3310 méteres Barajas, a 3262 méteres Huehuento és az El Epazote hegységben található Cerro de las Antenas is itt található, míg Chihuahua legmagasabb csúcsa a Cerro Mohinora (3307 méter).

### Kőzetek
A hegységet felépítő kőzetek nagyrészt magmás kőzetek. Korábban területe egy hatalmas fennsík volt, de ennek egy része az évmilliók során lekopott, és kialakultak a ma is látható felszínformák. Felemelkedése 15–25 millió évvel ezelőtt, a késői oligocén és a középső miocén között zajlott, legfiatalabb (5 millió évesnél újabb) külső rétegei a pleisztocénből és a pliocénből származó ignimbritek (főleg riolit és tufa), valamint alkáli bazaltok.

### Vízrajz
A Nyugati-Sierra Madre fő vízfolyásai mind a Csendes-óceánba vagy a Kaliforniai-öbölbe torkollanak. Ezek között mindössze egy van (a Mezquital), amely a keleti oldalon ered, a többi mind nyugaton: a Yaqui, a Mayo, a Fuerte, az Humaya, a Presidio, a Baluarte, a San Pedro-Mezquital és az Acaponeta, valamint a Lerma-Santiago rendszer részét képező Huazamota. A keleti irányba, a Mexikói-öböl felé kisebb vízfolyások indulnak, ezek többnyire a Conchos, és ezáltal a Río Bravo del Norte vízgyűjtőterületéhez tartoznak. Néhány vízfolyás lefolyástalan medencékbe vezet: ilyen például a Nazas, az Aguanaval, a Casas Grandes, a Santa María és a Carmen.

### Éghajlat
Mivel a hegység feltartóztatja a Csendes-óceán és a Kaliforniai-öböl irányából kelet felé mozgó nedves légtömegeket, ezért tőle keletre az éghajlat sokkal szárazabb, mint a nyugati partvidékeken.

## Növényzet
A hegység növényzeti szempontból három fő részre osztható. A mérsékelt, félhideg területeken, amelyek a hegység belső, magasabban fekvő részeit jellemzik, a fenyőerdők, a vegyes fenyves-tölgyesek és a magyaltölgyesek a leggyakoribbak, de foltokban köderdő és chaparral is előfordul. Az északi és keleti hegylábaknál, valamint a keleti nyúlványokon jellemző félszáraz vidékeket alacsonyabb, nyíltabb magyaltölgyesek és magyaltölgyes-fenyvesek, valamint matorral borítják, de az emberi beavatkozás által bolygatott részeken legelők is vannak. Nyugaton, valamint a nyugatról a hegység belsejébe nyúló völgyekben trópusi éghajlat jellemző, itt trópusi lombhullató erdők és szubtrópusi matorralok fordulnak elő. A hegységben összesen 24 fenyőfajt figyeltek meg (ez a Mexikóban előforduló fenyőfajok 46%-a), valamint 54 tölgyfajt (34%) és 7 szamócafafajt (100%).

## Képek

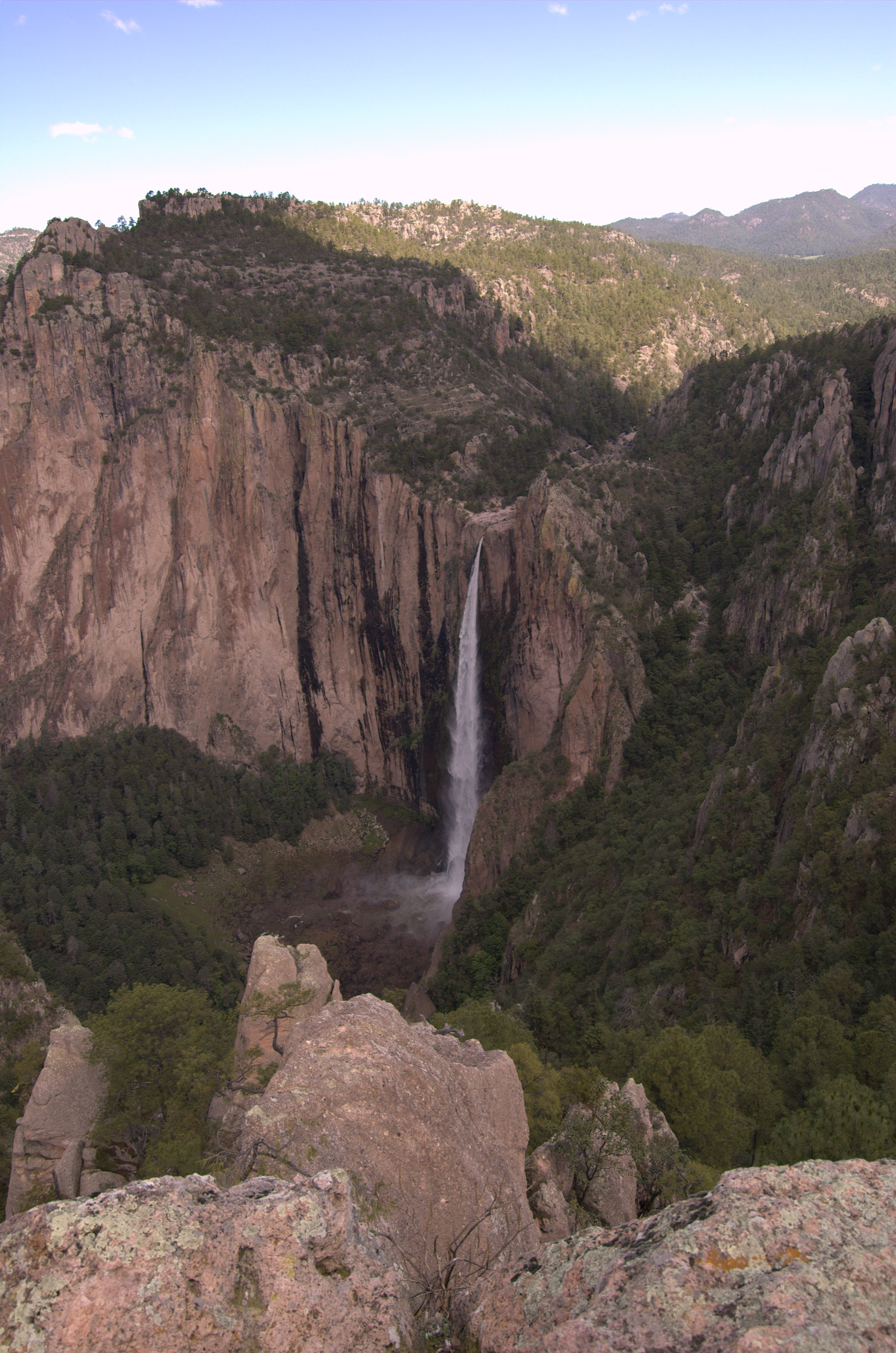
A Basaseachi-vízesés (Chihuahua)
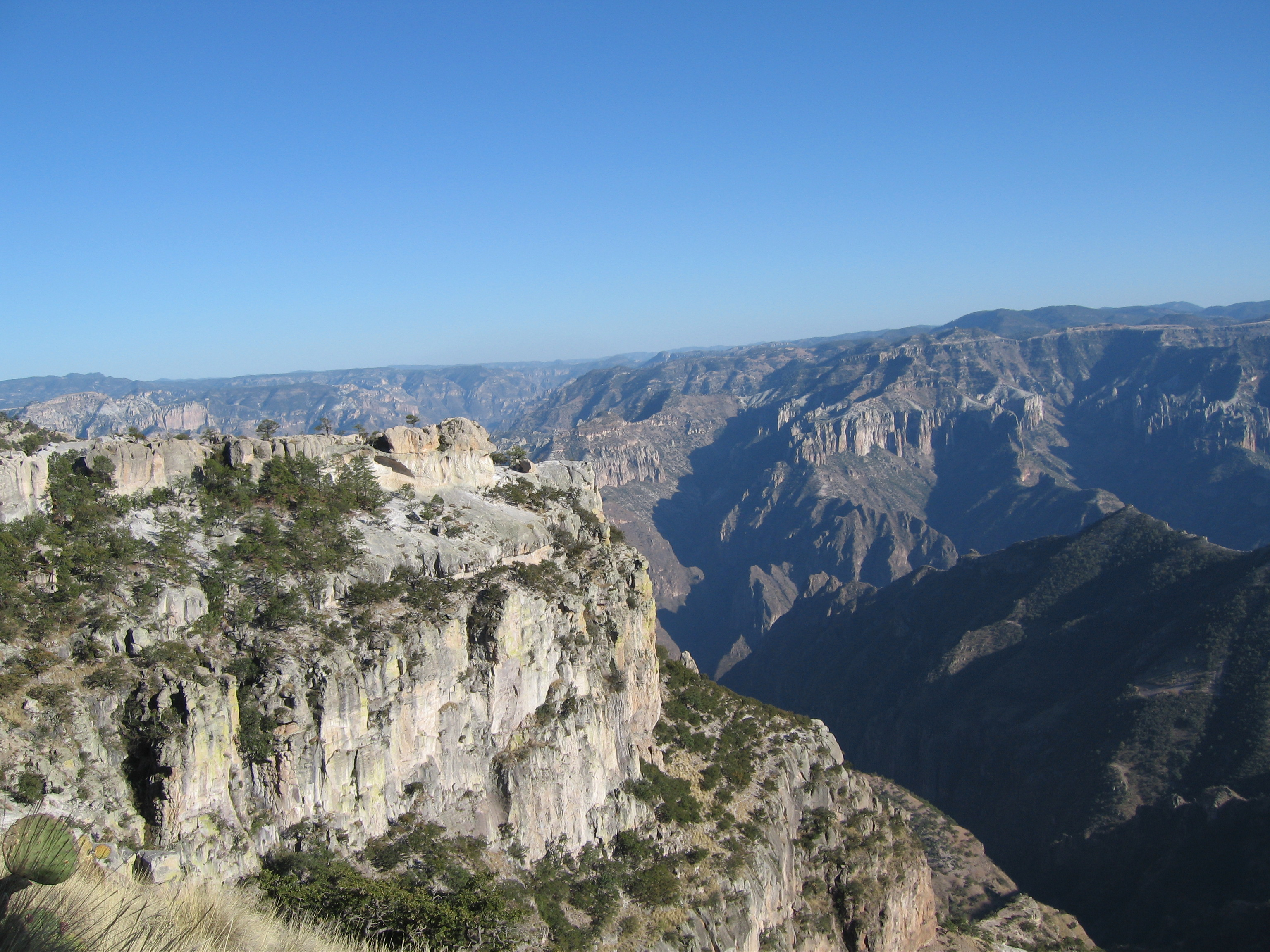
A Réz-kanyon (Chihuahua)
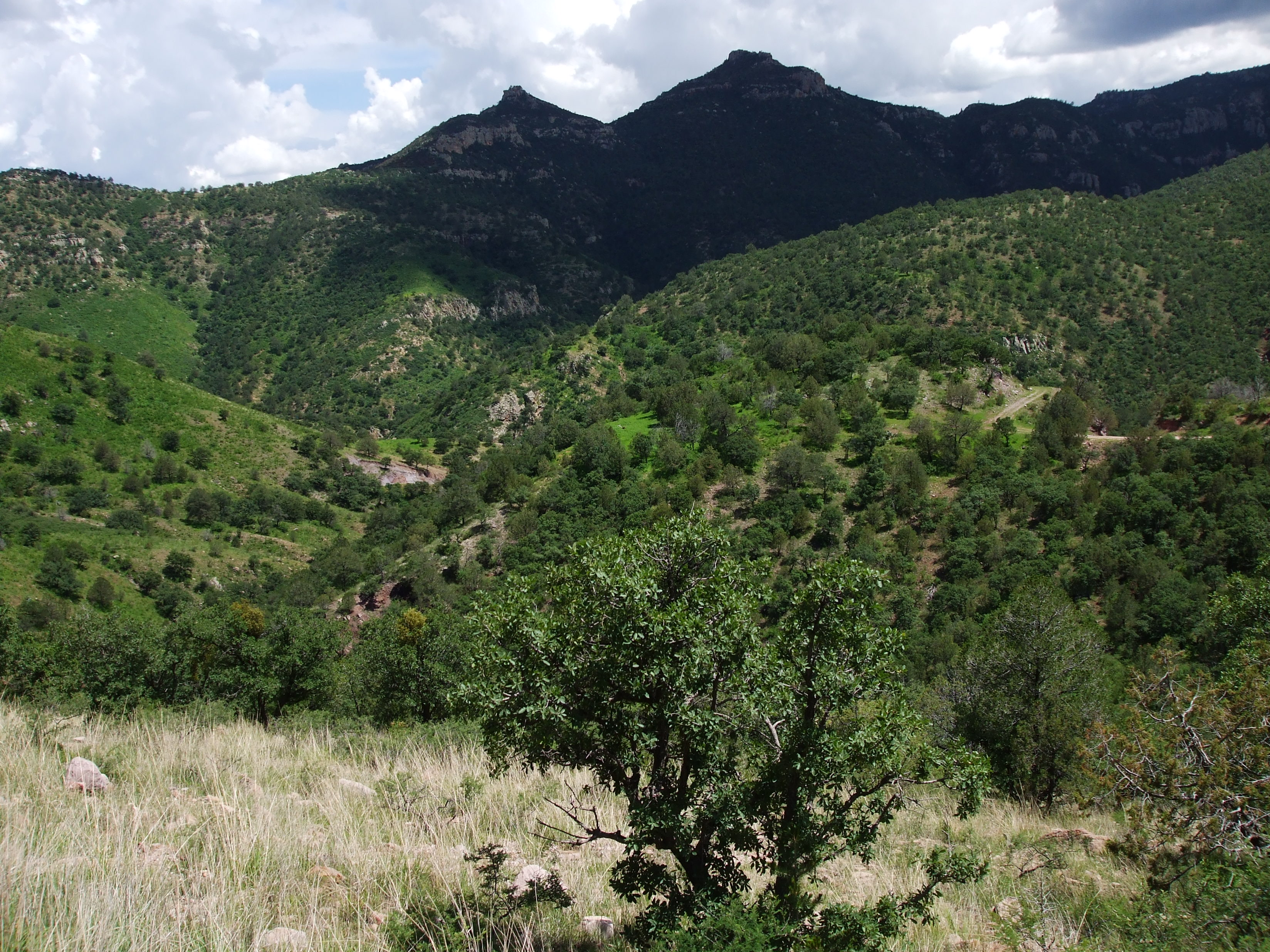
A Cumbres de Majalca Nemzeti Park (Chihuahua)
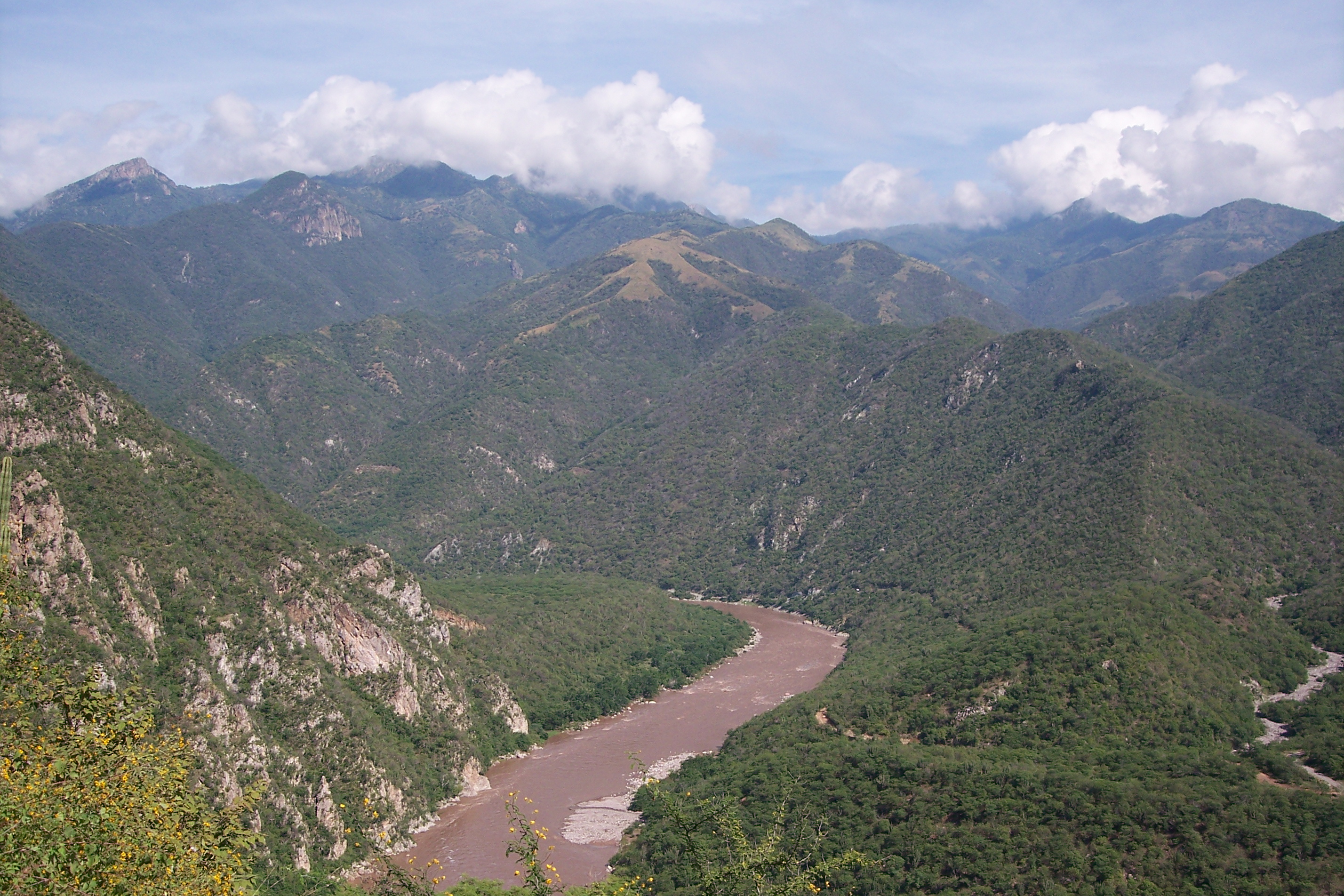
A Santiago-folyó a hegység déli részén
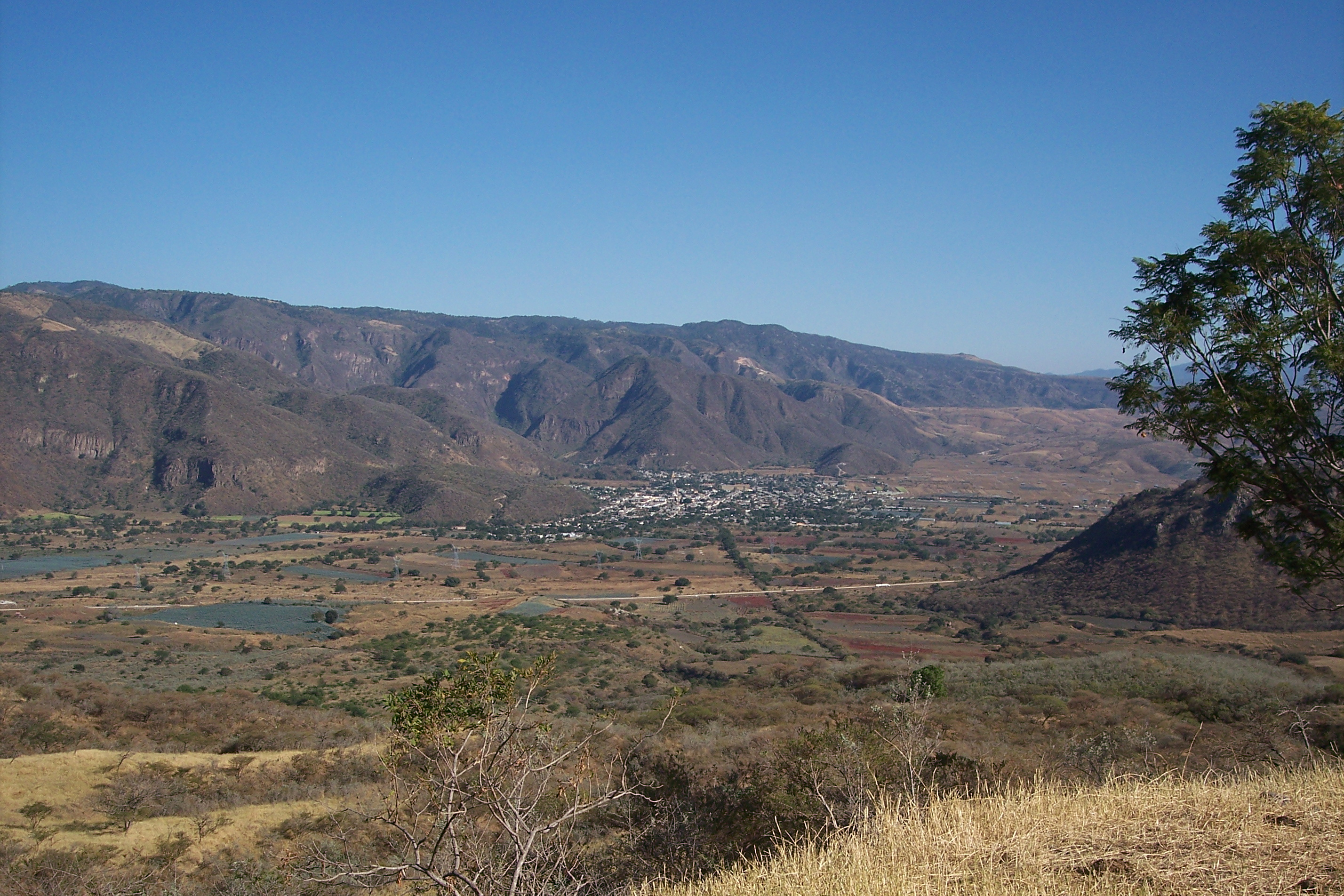
Jala (Nayarit)